# Бісковичі
Бі́сковичі — село в Україні, у Самбірському районі Львівської області, центр Бісковицької сільської громади. Населення становить 2413 осіб.

## Історія
Перша письмова згадка про село датується 31 серпням 1375 року, коли Владислав Ягайло подарував Глібові Дворсковичеві вищезгадане село, розташоване у Перемиському повіті. 
Село було власністю польських шляхтичів Одровонжів. Яну Опоровському гербу Сулима перейшло в спадок від матері — доньки перемиського каштеляна Добєслава Одровонжа Зофії з Журавиці — після проведеного ним 5 червня 1508 року поділу спадку з братом Анджеєм — куявським каноніком РКЦ.

## Населення

### Мова
Розподіл населення за рідною мовою за даними перепису 2001 року:
| Мова       | Кількість | Відсоток |
| ---------- | --------- | -------- |
| українська | 2292      | 94.99%   |
| польська   | 116       | 4.81%    |
| російська  | 4         | 0.16%    |
| німецька   | 1         | 0.04%    |
| Усього     | 2413      | 100%     |

## Старовинний храм св. Онуфрія Великого
Старовинний храм св. Онуфрія Великого був збудований греко-католицькою громадою у 1774 р. Хоча директор «Інституту розвитку Самбора» Орест Ференц твердить, що перша писемна згадка про церкву датується 1515 роком. Він не був внесений у реєстр пам'яток архітектури, та його планували внести у спадщину ЮНЕСКО. Однак цього так і не сталось: На підставі того, що храм за висновком експертів перебував у аварійному стані у серпні 2009 священик та парафіяни УАПЦ розібрали храм.. Перешкодити руйнуванню храму не зміг ніхто, адже ані місцева влада, ані церковне керівництво не внесло храм до переліку пам'яток архітектури. 

Заступник начальника відділу охорони культурної спадщини Львівської ОДА Роман Онишко зазначив: 
|  | Ми не маємо права не дати дозволу розібрати церкву, адже вона не є пам'яткою архітектури, не перебуває на обліку. І буде краще, коли вона використовуватиметься за призначенням». Відтак ніхто сьогодні ніякої відповідності не понесе за самовільний демонтаж храму. Щоб зібрати церкву потрібно докласти титанічних надзусиль. Знищені настінні розписи. |

Саме людський фактор називають мистецтвознавці і архітектори найбільшим злом для збереження унікальних дерев'яних храмів.Директор «Інституту розвитку міста Самбора» Орест Ференц сказав: 
|  | Настав той час, коли церкви потрібно охороняти від парафіян |

Побудова нової бісковицької церкви
Біля старої церкви чотири роки тому (2008), 8 листопада було освячено нову церкву. Натомість дерево, яке залишилось від старої церкви за пропозицією  архієпископа Львівської єпархії УАПЦ Макарія віддали у Золочівський район, де на Святій горі будується чоловічий монастир.

## Відомі люди
- Єднак-Страхоцька Галина Михайлівна — українська велоспортсменка.
- Кузьмяк Ганна Антонівна — депутат Верховної Ради УРСР 3-4-го скликань.
- Личковський Едуард Іванович — кандидат технічних наук, доцент, завідувач кафедри медичної фізики Львівського національного медичного університету.
- Онишкевич Михайло Йосипович — український мовознавець, доктор філологічних наук.